# Francis Collins
Francis Collins (Shenandoah Valley, Virgínia, EUA) és un bioquímic estatunidenc, especialitzat en genètica. L'any 2009 va ser nomenat director del National Institutes of Health dels Estats Units pel president Barack Obama el qual el considerà com "un dels millors científics del món".

## Biografia
Va créixer en una petita granja de Virgínia, on va rebre l'educació primària de la seva mare. Els seus estudis universitaris foren de química, i va fer el doctorat en química física a la Universitat Yale. En aquesta universitat va assistir a un curs de bioquímica, que va encendre el seu interès per les molècules de la vida d'ADN i ARN, i s'adonà de la gran revolució que es veia a l'horitzó en biologia molecular i genètica. Com a conseqüència, va canviar de ciència, i va encaminar-se cap a la medicina. Entrà a l'escola de medicina de la Universitat de Carolina del Nord, on va llicenciar-se el 1977. Va ser resident i cap de residents en aquesta universitat.
El 1981 va retornar a la Universitat Yale, en la posició de professor associat en Genètica Humana a l'Escola de Medicina. Durant aquest període va desenvolupar mètodes innovadors d'encreuament de llargs trams d'ADN per tal d'identificar els gens lligats a malalties.
El 1984 va anar a la Universitat de Michigan, com a professor de Medicina interna i Genètica Humana, i va refermar la seva fama de "caçador infatigable de gens". El seu mètode, denominat "clonació posicional", ha arribat a ser un component fonamental de la genètica molecular moderna. Aquesta tècnica permet treballar sense necessitat de tenir un coneixement previ de l'anormalitat funcional lligada a la malaltia.
El Dr. Collins, juntament amb els seus col·laboradors, van aplicar la tècnica el 1989 per identificar els gens responsables de la fibrosi quística. Aquesta identificació genètica va ser seguida per d'altres, entre les quals destaquen la de la malaltia de Huntington, la neurofibromatosi, la neoplàsia endocrina multiple tipus 1, la síndrome de Hutchinson-Gilford i la leucèmia aguda d'adults tipus M4, i ha realitzat recerques extenses en la població finlandesa dels gens que produeixen sensibilitat a la diabetis.
L'any 2010 publicà el llibre The Language of Life. DNA and the revolution in personalized medicine, una obra considerada massa simplista per alguns experts pel que fa a les possibilitats reals d'integració de la genòmica en la societat actual.

## Direcció de l'Institut Nacional d'Investigació del Genoma Humà (NHGRI)
El 1993 Collins va acceptar la invitació a succeir James Watson com a director del Centre Nacional per la Investigació del Genoma Humà, que va esdevenir el NHGRI el 1997. En aquesta posició va supervisar el Consorci Internacional per la Seqüenciació del Genoma humà.
Sota la direcció de Collins, el Projecte Genoma Humà va aconseguir diverses fites, i va funcionar sota pressupost i avançat de calendari. La seqüenciació dels tres mil milions de parelles de bases va concloure el 2003, tot coincidint amb el 50è aniversari de la publicació de l'estudi sobre l'estructura de la molècula d'ADN per part de Crick i Watson.
El Dr Collins és conegut per la seva atenció als problemes ètics i legals relacionats amb la genètica, i axí ha defensat la privacitat de les dades genètiques, i s'ha oposat a la discriminació basada en la informació genètica per part de les companyies asseguradores.
El 2008 va renunciar a la direcció del NHGRI, i el 2009 va ser denominat pel President Barack Obama com a Director dels NIH (National Institutes of Health). Fou confirmat en aquest càrrec per Donald Trump el 6 de juny de 2017.
El 2001 fou guardonat amb el Premi Príncep d'Astúries d'Investigació Científica i Tècnica, juntament amb Jean Weissenbach, Craig Venter, John Sulston i Hamilton O. Smith, pels seus estudis sobre el desxiframent del genoma humà, lliurement i sense restriccions, en benefici de tota la humanitat.

## Conviccions espirituals
Collins va créixer en una família poc convencional. El seu pare era músic i la seva mare escriptora d'obres de teatre. Al 2004 va dir: 
<< La meva mare em va ensenyar a casa fins a sisè grau, això també era poc convencional en la dècada de 1950. Em va ensenyar a estimar l'experiència d'aprendre coses noves. Però l'única cosa que no vaig aprendre molt era la fe. Els meus pares no van denigrar la religió però no els va semblar molt rellevant.>>

Collins declarà que quan es va graduar era ateu: 
<< Vaig anar a Yale per graduar-me com a estudiant de mecànica quàntica, on vaig topar-me amb la idea que tot a l'univers pot ser descrit en una equació diferencial de segon ordre. Vaig llegir una mica sobre el que Einstein havia dit sobre sobre Déu, i vaig concloure que, bé, si hi havia un Déu, era probablement algú que era fora en algun altre lloc a l'univers; certament no un Déu que es preocuparia personalment per mi. I francament, no podia veure per què necessitava tenir relació amb qualsevol déu en absolut. Em situava en un marc mental reduccionista. Això és el que la ciència imposa al procés de pensament, i és quelcom positiu quan l'apliques al món natural. Però vaig intentar aplicar-ho a tota la resta. Òbviament, el món espiritual és una altra entitat.
Així que vaig concloure que tot això sobre la religió i la fe era un residu d'un temps irracional anterior i donat que la ciència havia començat a esbrinar com funcionaven les coses, no ho necessitàvem més. >>
Més tard la seva feina de metge el va posar en contacte amb la mort dels seus pacients, i va portar-lo a reconsiderar la seva posició envers la fe en Déu. Va examinar els arguments a favor i en contra de l'existència d'un Déu creador, i va familiaritzar-se amb l'obra de C. S. Lewis, Mere Christianity (Pur Cristianisme): 
<< Em vaig adonar que hi havia una gran profunditat de pensament i raó que es podia aplicar a la qüestió de Déu. I això per a mi va ser una sorpresa. Jo havia imaginat que fe i raó estaven en pols oposats. I aquí teníem aquest gran intel·lectual que m'estava convencent pàgina a pàgina, que en realitat la raó i la fe van de la mà. Vaig observar que les evidències de l'existència de Déu, encara que no prova, eren molt interessants. No us explicaré tota la cronologia del meu procés personal però permeteu-me resumir alguns dels arguments que, en última instància, em van portar a la posició de reconèixer que la creença en Déu era una opció intel·lectualment satisfactòria.>>
Com a resultat va fer-se cristià evangèlic. Al seu llibre "The Language of God" (Com parla Déu), publicat el 2006, Collins considera que els descobriments científics són una oportunitat per descobrir Déu. En el terreny de l'Evolució descarta el Creacionisme i el Disseny intel·ligent, i es mostra partidari de l'evolucionisme teista, és a dir de la Creació per mitjà de l'Evolució. Per difondre aquesta concepció va fundar l'institut BioLogos l'any 2007 i fou el seu president fins a ocupar la direcció dels NIH.